# Platypalpus soosi
Platypalpus soosi är en tvåvingeart som beskrevs av Chvala 1989. Platypalpus soosi ingår i släktet Platypalpus och familjen puckeldansflugor.
Artens utbredningsområde är Ungern. Inga underarter finns listade i Catalogue of Life.